# King, Wisconsin
King là một thị trấn thuộc quận Lincoln, tiểu bang Wisconsin, Hoa Kỳ. Năm 2010, dân số của thị trấn này là 850 người.